# Холонів (заповідне урочище)
Холоні́в — заповідне урочище місцевого значення в Україні. Розташоване в межах Горохівського району Волинської області, на південний схід від села Холонів. 
Площа 14 га. Статус надано згідно з рішенням облвиконкому від № 401 від 23.11.1979 року. Перебуває у віданні ДП «Горохівське ЛМГ» (Горохівське л-во, кв. 123, вид. 8). 
Статус надано для збереження цінної лісонасіннєвої ділянки дуба червоного. 

## Галерея

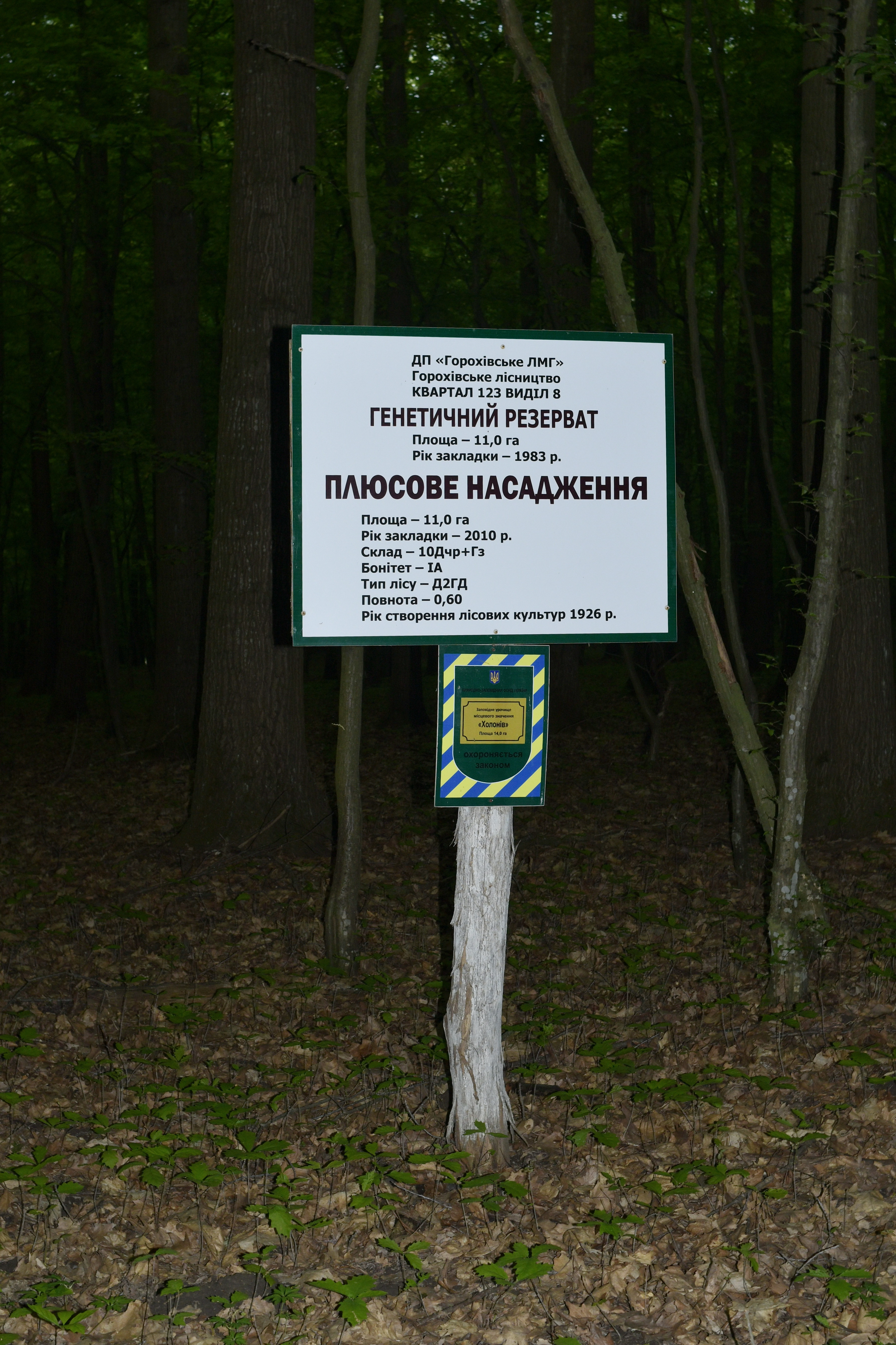
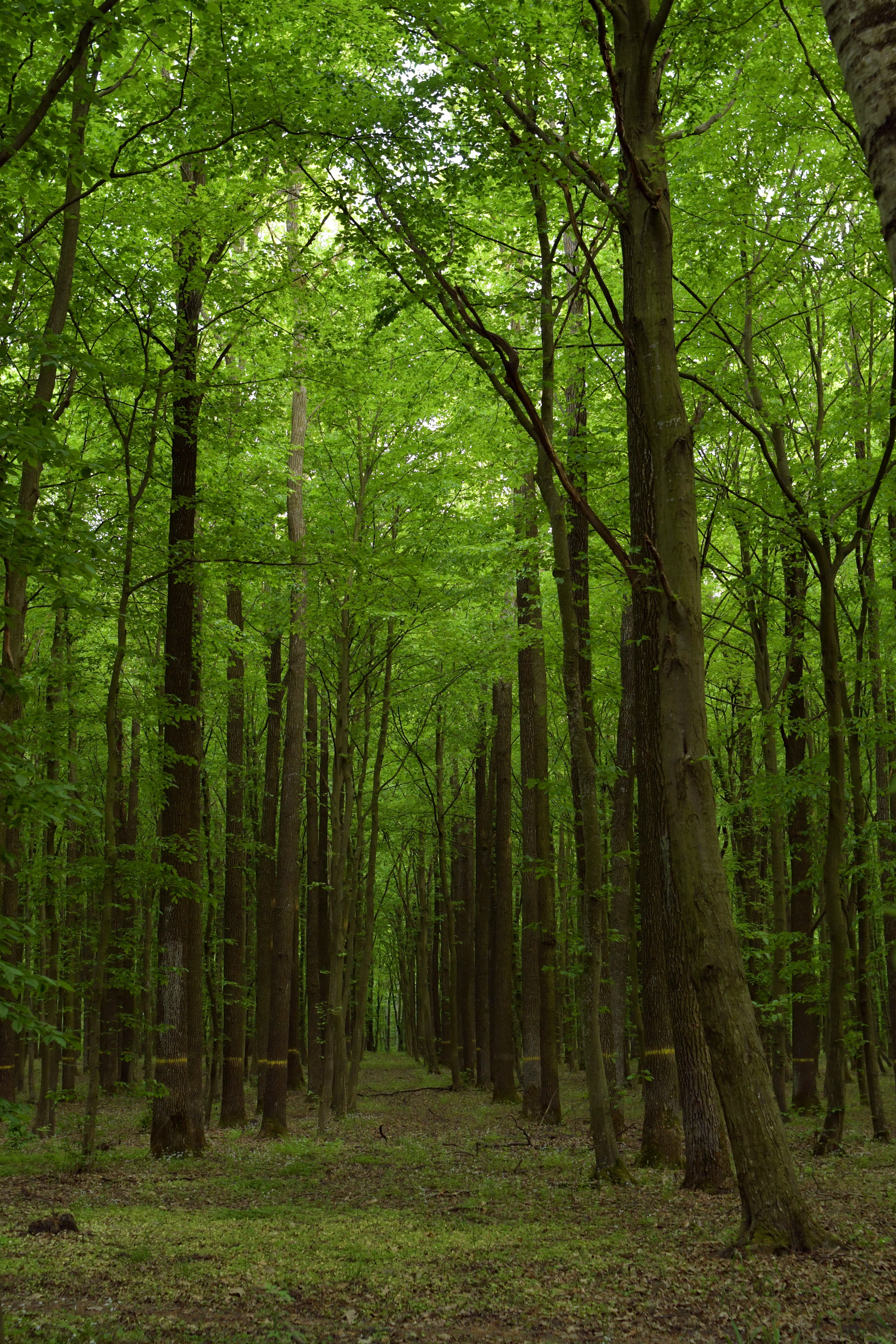
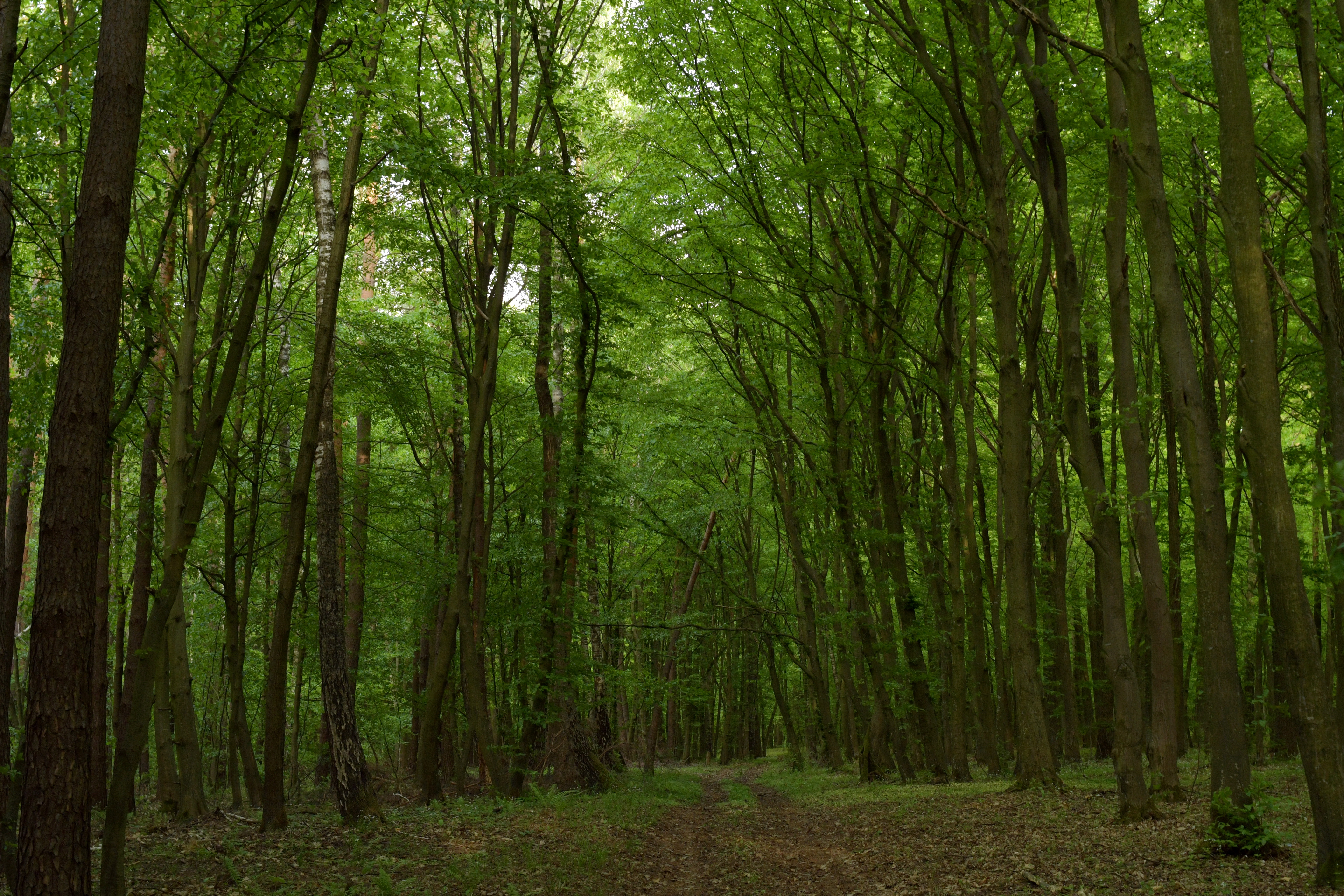